# Federico del Campo

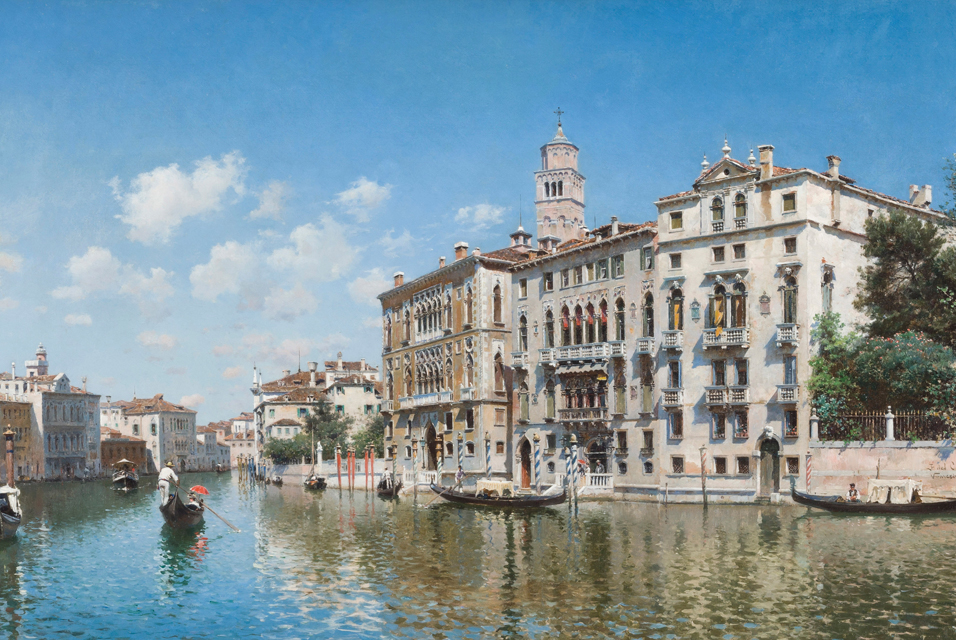
Palais Cavalli-Franchetti à Venisehuile sur toile.

Federico del Campo, né en 1837 à Lima et mort en 1923 à Venise, est un peintre péruvien.

## Biographie
Federico del Campo naît en 1837 à Lima.
Il étudie à Madrid sous la direction de Lorenzo Valles. En 1865 il s'installe à Venise.
Il expose une Vue de Venise à Madrid en 1881. Il a alors beaucoup voyagé en Italie, peignant des vues de Venise, Assise, Naples et Capri, qu'il vend aux visiteurs américains et européens lors du Grand Tour populaire à la fin du XIXe siècle. Il est particulièrement habile dans la peinture de figures, ajoutant une vivacité à ses œuvres techniquement accomplies et très détaillées.
Federico del Campo meurt en 1923 à Venise.